# Essy Persson
Essy Persson (ur. 15 czerwca 1941 w Göteborgu) – szwedzka aktorka. W 1971 roku wystąpiła w filmie Want So Much To Believe.